# Wim Addicks
Willem „Wim“ Addicks (* 28. August 1896 in Amsterdam; † 8. Juli 1985) war ein niederländischer Fußballspieler. Er gehörte zwischen 1922 und 1931 als Stürmer dem Kader von Ajax Amsterdam an, ohne sich jedoch als Stammspieler durchsetzen zu können.
Addicks bestritt sein Debüt für Ajax am 17. September 1922 beim 4:0-Sieg gegen Blauw-Wit Amsterdam. Bis zu seinem letzten Einsatz am 19. April 1931 gegen Hermes DVS absolvierte er 28 Partien und erzielte dabei 15 Tore.
Höhepunkt seiner Karriere war das Frühjahr 1923, als er dreimal in die niederländische Fußballnationalmannschaft berufen wurde. Gleich bei seinem Debüt am 2. April 1923 gegen Frankreich erzielte er beim 8:1-Sieg der Niederländer zwei Tore.